# 1772 год в науке
В 1772 году в науке и технике произошло несколько значимых событий.

## Астрономия
- Лагранж нашёл специальный случай решения задачи трёх тел, известный сейчас как точки Лагранжа[1].
- Основана Женевская обсерватория.

## Картография
- Иоганн Генрих Ламберт публикует семь новых картографических проекций, в том числе коническую равноугольную проекцию Ламберта, поперечную меркаторскую проекцию и азимутальную равновеликую проекцию Ламберта[2][3][4].

## Химия
- Даниэль Резерфорд выделяет азот[5].
- Джозеф Пристли синтезирует закись азота, описав её как флогистированный нитрозный воздух[6].
- Луи Бернар Гитон де Морво показывает, что вес металла увеличивается от прокаливания[7].

## Науки о Земле
- Уильям Гамильтон публикует «Наблюдения на Везувии, Этне и других вулканах» (Лондон).
- Началась вторая экспедиция Кука в Австралию и Полинезию.

## Математика
- Эйлер показывает, что 231−1 является простым числом Мерсенна[8].
- Маркиз де Кондорсе публикует свою вторую важную статью по интегральному исчислению.

## Техника
- 28 мая — Канал Стаффордшир — Вустершир в Англии был полностью открыт для движения от пересечения с каналом Трент-Мерси до реки Северн в Сторпорте. Спроектированный Джеймсом Бриндли, это первый завершённый британский канал, и его размеры определяют размеры судов, используемых во всей сети каналов Англии (72 фута шириной и 7 футов глубиной)[9].
- Эндрю Мейкл изобретает пружинные крылья для ветряной мельницы[10].

## История
- Начат сбор всех печатных книг, когда-либо вышедших в Китае, завершившийся в 1792 году образованием библиотеки из 172626 томов (10223 названия).

## Награды
- Медаль Копли: Джозеф Пристли

## Рождения
- 1 января (12 января ст.ст.) — Михаил Михайлович Сперанский, основатель российской юридической науки и теоретического правоведения.
- 7 апреля — Шарль Фурье, французский философ и социолог (умер в 1837 г.)
- 15 апреля — Этьен Жоффруа Сент-Илер, французский натуралист (умер в 1844 г.)
- 20 мая — Уильям Конгрив, английский изобретатель, пионер ракетного оружия.
- 11 сентября — Давид Рикардо, английский экономист, классик политической экономии (умер в 1823 г.).
- 29 октября — Жан Анри Жом Сент-Илер, французский ботаник (умер в 1845 г.)
- 28 ноября — Люк Ховард, английский метеоролог и химик-фармацевт (умер в 1864 г.)
- Поликарп Михайлович Залесов, русский инженер-механик.
- Иван Павлович Бларамберг — российский археолог, один из первых исследователей древностей на побережье Чёрного моря.

## Смерти
- 22 марта — Джон Кантон, английский физик (р. в 1718)
- 26 марта — Шарль Пино Дюкло, французский историк, член Французской академии (р. в 1704).
- 29 марта — Эммануил Сведенборг, шведский учёный и богослов (р. в 1688)
- 1 мая — Готфрид Ахенвалль, немецкий философ, историк, экономист, юрист, педагог и один из основоположников статистики (р. в 1719).
- 13 июня — Марк Жозеф Марион-Дюфрен, французский мореплаватель, первооткрыватель ряда островов Индийского океана (р. в 1724).
- 18 июня — Герард ван Свитен, австрийский врач и просветитель (р. в 1700).
- 30 сентября — Джеймс Бриндли, английский строитель каналов (р. в 1716)